# Fajka wodna

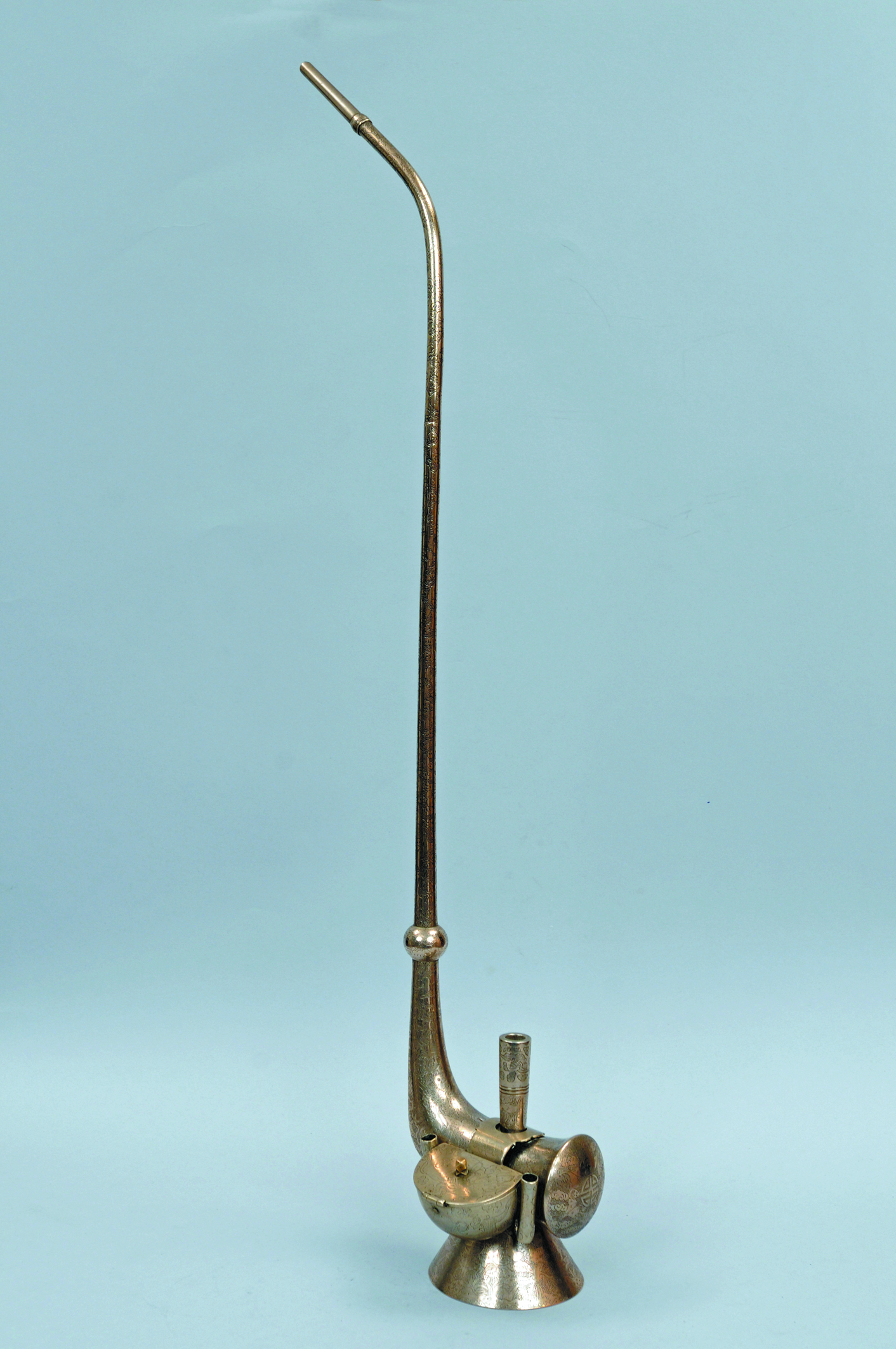
Fajka wodna z Chin (zbiory Muzeum Azji i Pacyfiku w Warszawie)

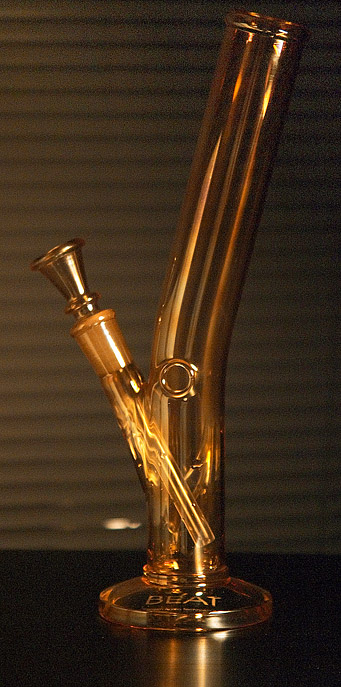
Fajka wodna (bongo)

Fajka wodna – rodzaj fajki, w której dym wciągany jest przez filtr wodny, gdzie ulega schłodzeniu i oczyszczeniu. Filtrem wodnym jest zazwyczaj szklane lub metalowe naczynie w części wypełnione wodą. Rurka doprowadzająca dym z cybucha zanurzona jest w wodzie, natomiast rurka połączona z ustnikiem nie. Dzięki temu podczas zaciągania dymu wytwarza się podciśnienie, które powoduje przepływ dymu poprzez wodę w kierunku ustnika. Pochodzi z Indii, a zyskała popularność zwłaszcza w krajach arabskich.
Zbudowana jest ona z:
- dzbana – najczęściej szklanego naczynia (często także miedzianego lub ceramicznego), zdobionego elementami orientalnymi, do którego nalewa się wodę
- korpusu (inaczej systemu) – metalowej rury (często ozdobionej finezyjnymi wzorami) nakładanej na wierzch, pełniącej rolę jednocześnie korka jak i odpowiadającej za doprowadzanie powietrza i odprowadzanie dymu; zakończonej podstawką lub glinianym nakładanym, naczyńkiem (cybuchem) na melasę lub susz owocowy.
- węża – elastycznej lub metalowej rurki (wykonywanej pierwotnie ze skóry), często powleczonej materiałem, zdobionej, zakończonej metalowym lub drewnianym ustnikiem, przez którą zaciąga się dym powstały w szklanym naczyniu.

W zależności od zastosowań, kręgu kulturowego i występowania istnieją różne rodzaje fajek wodnych:
- szisza (także nargile lub indyjska fajka wodna) – arabska fajka wodna służąca do palenia melasy
- bongo – niewielkich rozmiarów fajka wodna bez węża.

## Skutki zdrowotne
Palenie z sziszy może być bardziej szkodliwe dla zdrowia niż palenie papierosów. Dym wdychany z sziszy zawiera substancje powodujące raka płuc, choroby układu sercowo-naczyniowego i inne choroby. WHO ocenia, że w regionie wschodnim basenu Morza Śródziemnego palenie sziszy odpowiada za około 17% przypadków gruźlicy. Wdychana nikotyna może powodować uzależnienie. Jedno palenie sziszy trwa zazwyczaj ponad 40 minut i składa się z 50–200 zaciągnięć o objętości 0,15–0,5 litra na każde zaciągnięcie. W związku z tym palacze sziszy są narażeni w dłuższym okresie na większą ilość dymu w porównaniu do palaczy papierosów, u których objętość wdychana wynosi 0,5–0,6 litra na papierosa.
Porównanie zużycia tytoniu wskazuje, że jedno nabicie sziszy oznacza spalenie 5–10 g tytoniu na osobę, co odpowiada 5–10 papierosom (zakładając że jedną fajkę palą cztery osoby).
Paląc sziszę, wciąga się do płuc parę z domieszką dymu tytoniowego. Choć filtr wodny chłonie pewną ilość nikotyny z dymu tytoniowego, jej ilość nadal sprawia, że palacz (nawet palący tylko okazjonalnie) jest narażony na wystarczającą ilość nikotyny, która spowoduje uzależnienie. Ponadto para wodna z sziszy powoduje, że dym jest mniej drażniący i może dawać fałszywe poczucie bezpieczeństwa, a także zmniejsza obawy dotyczące oddziaływania na zdrowie.
W innych badaniach wykazano, że palenie tytoniu (melasy tytoniowej) za pomocą sziszy przez 45 minut dostarcza wiele więcej substancji smolistych i tlenku węgla (5–10%) niż paczka papierosów.
Niektóre firmy tytoniowe podają, że tytoń do fajki wodnej zawiera 0,0% substancji smolistych, ale jest to tylko wprowadzające w błąd stwierdzenie, ponieważ substancje smoliste powstają, gdy tytoń się pali. W dodatku podczas palenia sziszy tytoń jest raczej prażony niż palony, co sprawia, że wydzielają się większe ilości substancji smolistych.
Grupa badawcza WHO zajmująca się regulacją produktów tytoniowych przedstawiła w 2005 roku opiniodawczą notatkę na temat palenia tytoniu przez fajkę wodną (sziszę) oraz stwierdzono ostatecznie, że palenie fajki wodnej jest powiązane z wieloma szkodliwymi skutkami zdrowotnymi takim jak przy paleniu papierosów, jak i mogą pojawić się również inne rzadkie niepożądane skutki zdrowotne palenia sziszy oraz zarekomendowała, że fajki wodne powinny podlegać takiej samej regulacji jak papierosy i inne wyroby tytoniowe.
Pewne badania sugerują, że palenie sziszy ma w mniejszym stopniu wpływ na ryzyko rozwoju nowotworów, jednak takie badania nie są rozstrzygające (Hoffman[25], Rakower, Salem 1983 and 90, Gupta Dheeraj 2001, Tandon 1995, Lubin 1992, Hazelton 2001, Stirling 1979). W północnym regionie Iranu, gdzie zapadalność na raka przełyku jest bardzo wysoka, stwierdzono, że palenie sziszy jest jednym z czynników ryzyka rozwoju tego nowotworu złośliwego. Poziom tlenku węgla powstającego podczas palenia sziszy jest różny i zależy od typu użytego węgla.
Szkodliwe w dużym stopniu jest palenie arabskiego tytoniu sallun, gdyż zawiera on znacznie większą ilość nikotyny niż pojedynczy papieros. Tytoń smakowy (który według producentów zawiera około 0,5% nikotyny) w rzeczywistości może uzależniać szybciej z powodu znajdujących się w nim substancji aromatycznych, które sprawiają, że nikotyna (choć w małych ilościach) oddziałuje na organizm szybciej i mocniej.